# Pietro Maria Minelli
Pietro Maria Minelli (Bologna, 2 maart 1637 - aldaar,
4 december 1711) was een Italiaans barokcomponist en kornetspeler.

## Biografie
Pietro Maria Minelli was de zoon van Louis en Lucia Sinni. Hij studeerde muziek onder leiding van Giovanni Battista Mazzaferrata en deze Mazzaferrata was tevens de leraar van Giuseppe Maria Righi en Giuseppe Matteo Alberti. Zijn loopbaan als componist en instrumentalist vond geheel plaats in zijn geboortestad. Daarnaast functioneerde hij als dirigent in de Jezuïetenkerk van S. Lucia. Toen hij nog een jongeling was werkte hij als muzikant in de kapel van Sint-Musical Petronio.
Minelli begon als muzikant voor het salaris van 6 Bolognese lire per maand. Daarna werd zijn salaris tot 1710 regelmatig verhoogd tot 56 pond voor 2 maanden. Op 27 juni 1684 werd Minelli aangenomen om toe te treden tot de componisten die werkzaam waren bij de Accademia filarmonica met 28 stemmen voor en twee tegen. In de jaren 1696, 1697, 1702 en 1709 werd hij benoemd tot beste componist van de Accademia filarmonica. Op 4 december 1711 stierf Minelli in Bologna in stijl. Zijn zoon Antonio Felice Minelli werd op zijn sterfdag al benoemd tot zijn opvolger, hetgeen zeer ongebruikelijk was in die tijd. Veel van zijn tijdgenoten spraken hier schande van en dit leverde het zoveelste schandaal op in zijn leven. Zijn zoon Antonio Felice Minelli was een uitstekend viool-, kornet- en trombonespeler. Pietro Maria Minelli werd begraven in Monte Massa in januari 1712.

## Schandalen
Het leven van Minelli stond bol van de schandalen. Op 12 februari 1683 werd hij geschorst door Maria Negri. De reden hiervoor was dat hij zonder enig respect over collega's sprak. Na 4 dagen werd hij alweer aangenomen en kon hij zijn werkzaamheden hervatten. Op 10 juni 1710 deed zich een nog groter incident voor. Hij weigerde op te treden bij een officiële ceremonie in het stadhuis. Hij werd prompt met 3 andere collega's ontslagen, maar ook toen al snel weer in genade aangenomen.

## Werken
Het Internationaal Museum en Bibliotheek herbergt muziek van Minelli gemaakt in Bologna voor acht stemmen in twee koren, deze compositie is niet verloren gegaan